# الصالبة (يريم)

تعديل مصدري - تعديل

الصالبة محلة تابعة لقرية عكدان، التابعة لعزلة ارياب بمديرية يريم إحدى مديريات محافظة إب في الجمهورية اليمنية.، بلغ تعداد سكانها 125 حسب تعداد اليمن لعام 2004.